# 青葉 (福岡市)

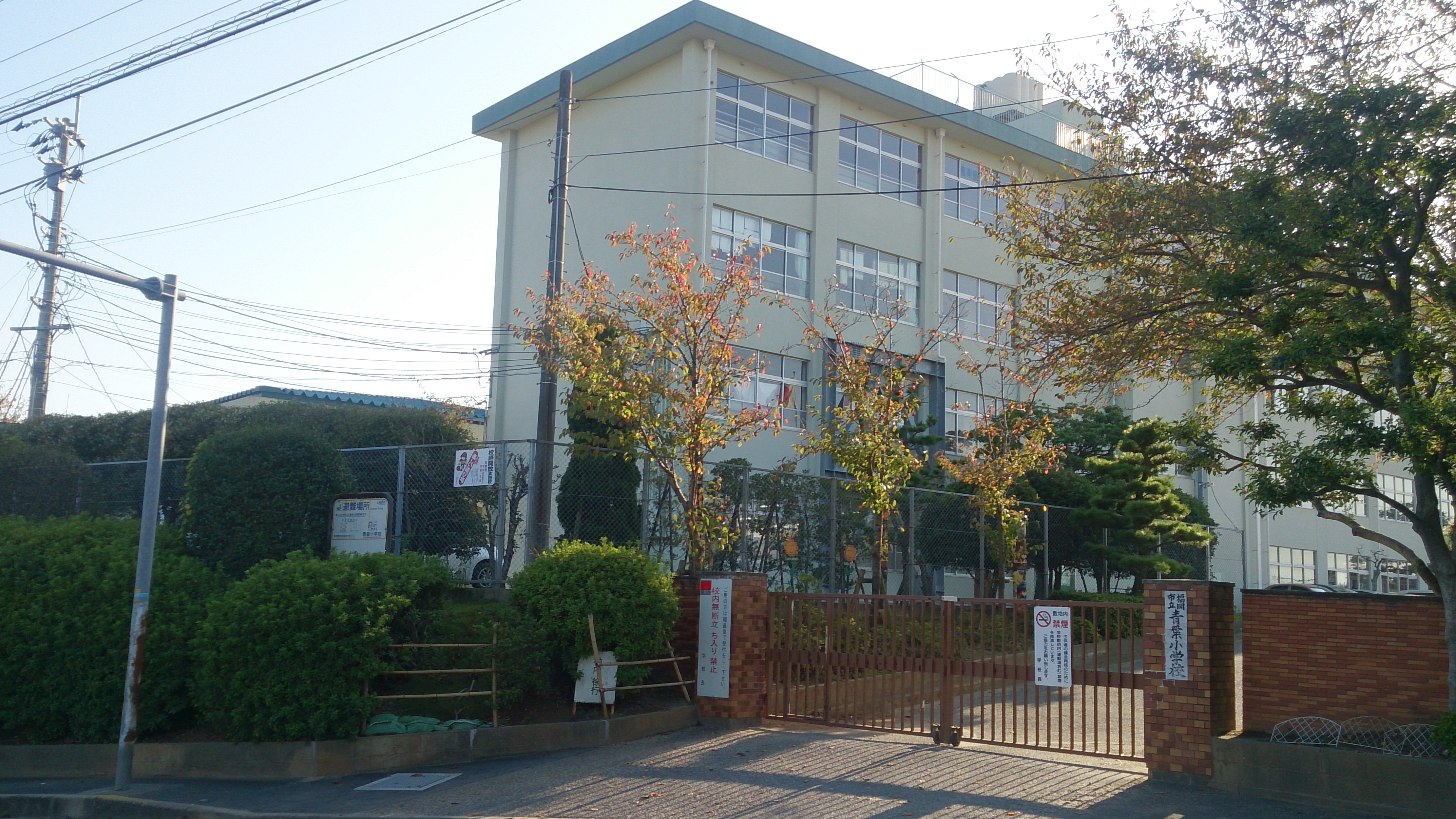
福岡市立青葉小学校

青葉（あおば）は福岡県福岡市東区の地名。現行行政地名は青葉一丁目から青葉七丁目。人口は4887人（令和5年）。郵便番号は813−0025。

## 概要
福岡市東区に位置する地域で閑静な住宅街が広がっており、子育て世代にも非常に住みやすい環境となっている。また、香椎線の土井駅と舞松原駅が最寄り駅となっていて、博多駅周辺エリアには最短約20分、天神エリアには最短約40分でアクセス出来、福岡高速道路や九州自動車道も近いため、車で各方面への移動もしやすいエリアとなっている。また青葉四丁目、五丁目及びみどりが丘から香椎台にかけてはバブル期に開発された高級住宅地として名高いエリアとなっている。

## 歴史
この地域は古くより多々良町行政時代の八田、土井、名子の集落の一部から成り立つ農村地帯となっていた。古来よりこの地域に鎮座する青葉天満貴船神社には昌泰四年、大宰府へ流される際に菅原道真公がこの神社に祈願したと記されている。その後、バブル景気に差し掛かり、都市部郊外の住宅地の需要が増加した。それによって昭和３７年に福岡市の開発許可が下り、三井不動産によって新興住宅地として開発された。「青葉」という地名は平成元年に青葉小学校が開校することに際し名づけられたものだが、当初の計画では建設予定地が大字八田字菅原であったため、「菅原小学校」とする意見が有力だった。しかし「菅」の文字が当時、常用漢字外だったため、不認可となった。その後、開発当初5つだった自治体は人口の増加に伴い11にまで増え、現在は市内でも比較的裕福な世帯に人気の地域となり、一部の層からは「青葉ブランド」などと謳われている。

## 交通

### 鉄道

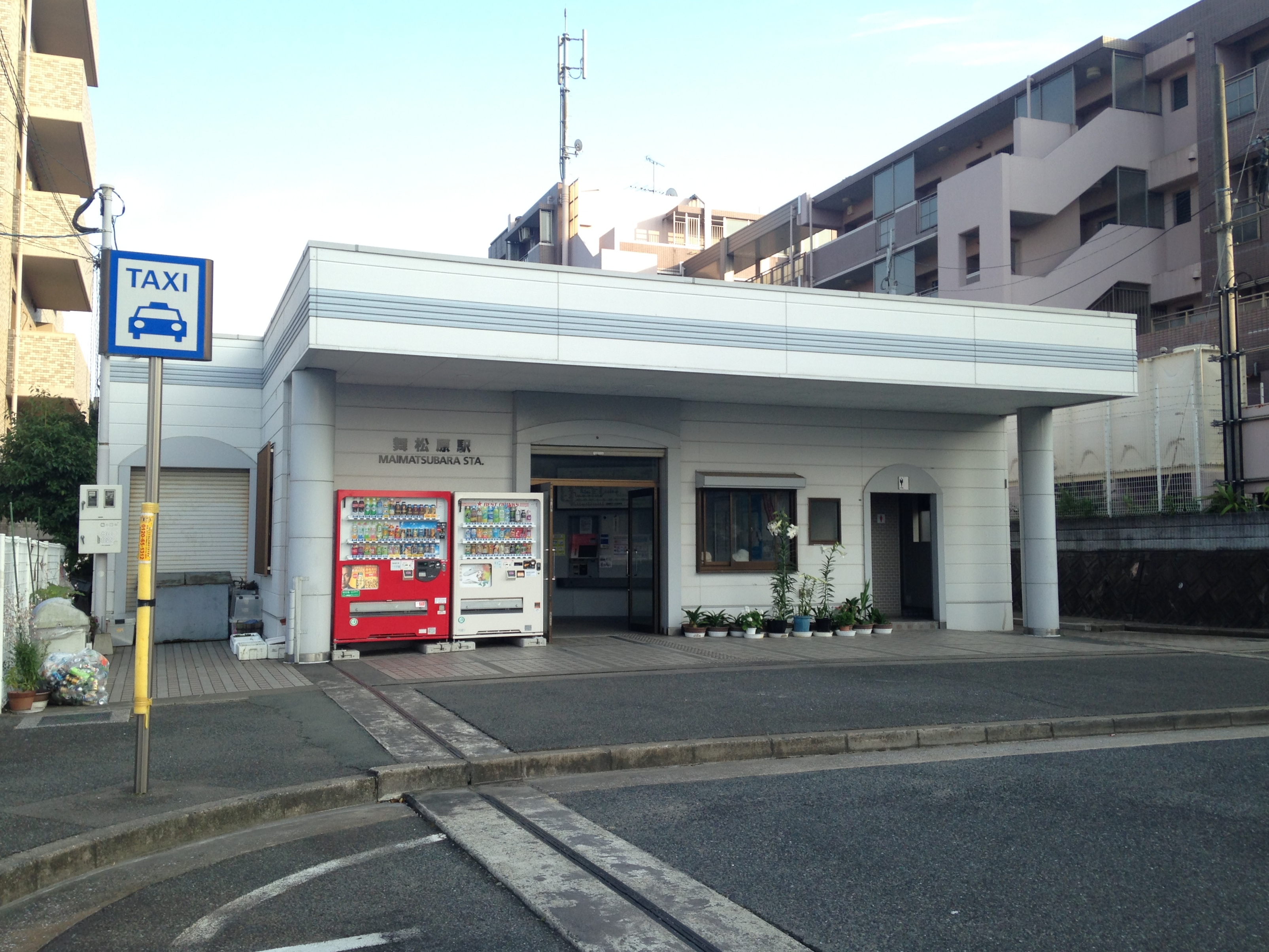
JR舞松原駅

- 九州旅客鉄道香椎線
  - 舞松原駅

### バス
- 西鉄バス

## 主な施設

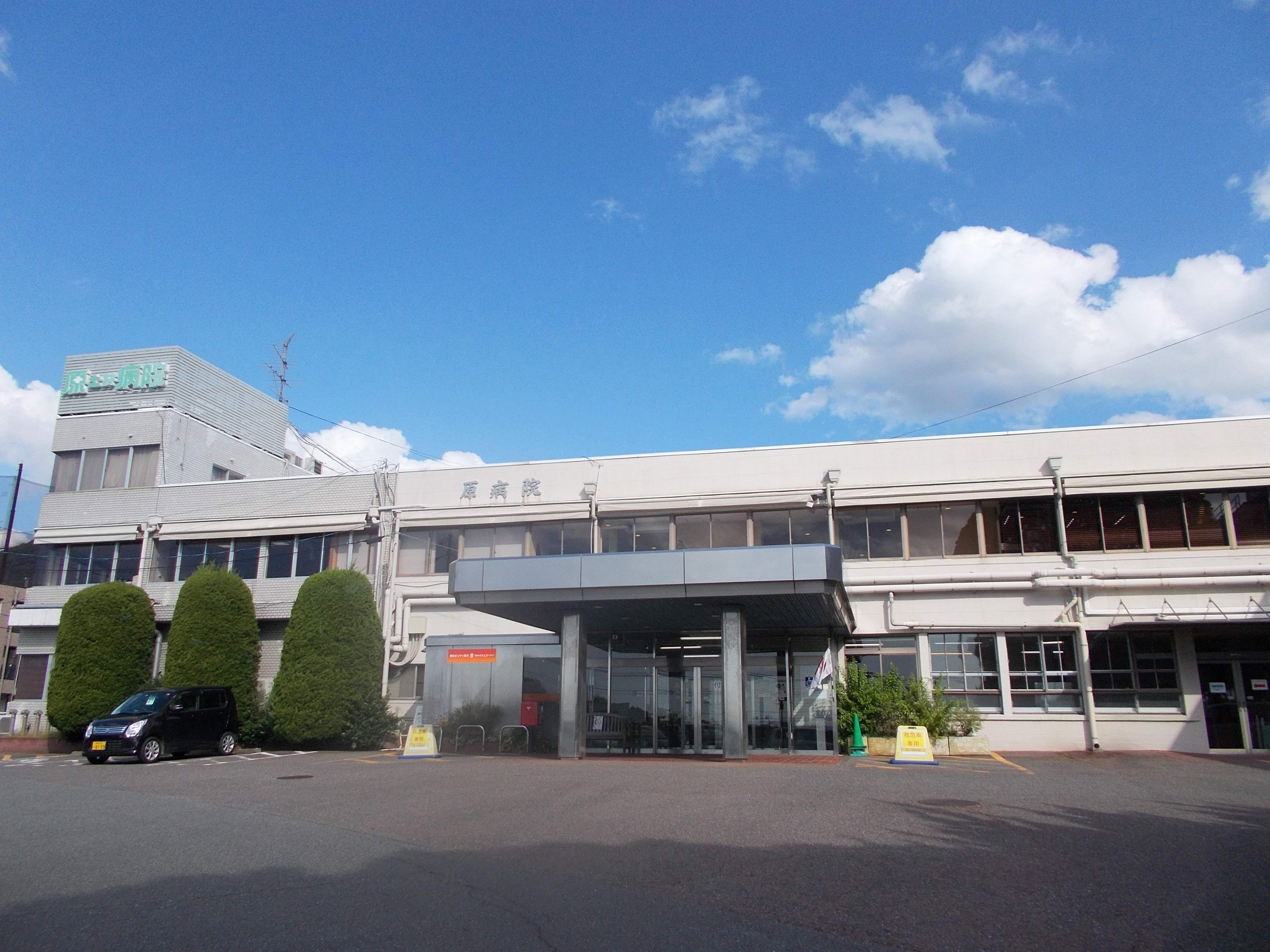
原土井病院

一丁目
- 青葉天満貴船神社

二丁目
- 青葉デイサービスセンター
- 舞松原駅

三丁目
- 福岡市立青葉小学校
- 福岡市立青葉中学校

- 福岡市立東福岡特別支援学校
- 青葉公民館
- 佛所護念会教団福岡地方教会

四丁目
- 福岡市立東部療育センター
- 青葉公園

五丁目
- 青葉公園
- 青葉ゴルフ
- ハーモニーホール

六丁目
- 原土井病院
- 原看護学校
- 福岡文化幼稚園
- あおば保育園

七丁目
- あっとほーむ青葉
- 福岡青葉郵便局

| スタブアイコン | サブスタブ | この項目は、まだ閲覧者の調べものの参照としては役立たない、福岡県に関連した書きかけの項目です。この項目を加筆・訂正などしてくださる協力者を求めています（P:日本の都道府県/福岡県）。 |